# Yücelen, Siverek
Yücelen là một xã thuộc huyện Siverek, tỉnh Şanlıurfa, Thổ Nhĩ Kỳ. Dân số thời điểm năm 2011 là 1.962 người.